# Lucije Cezar
Lucije Cezar, rođen kao Lucije Vipsanije Agripa (lat. Lucius Julius Caesar; 17. g. pr. Kr. – 2. g. po. Kr.), sin rimskog vojskovođe Marka Vipsanija Agripe i Julije Starije.
Nedugo po rođenju, njega i brata mu Gaja Cezara posvaja car August, te im je tako bila osigurana vojna i politička karijera. U čast njihove popularnosti, diljem carstva podizani su im hramovi i skulpture, te kovane mnoge serije novca s njihovim likom. Lucije je iznenada preminuo u 19. godini života u Masaliji (danas Marseilles), na putu prema Španjolskoj i tamošnjim legijama. Pepeo mu je položen u Augustov mauzolej uz sve počasti.